# Шеманихинский сельсовет
Шеманихинский сельсове́т — сельское поселение в составе Краснобаковского района Нижегородской области. Административный центр — посёлок Шеманиха.

## История
Статус и границы сельского поселения установлены Законом Нижегородской области от 15 июня 2004 года № 60-З «О наделении муниципальных образований - городов, рабочих посёлков и сельсоветов Нижегородской области статусом городского, сельского поселения».

## Население
| 2002  | 2010  | 2012  | 2013  | 2014  | 2015  | 2016  |
| ----- | ----- | ----- | ----- | ----- | ----- | ----- |
| 1856  | ↘1475 | ↘1441 | ↘1393 | ↗1402 | ↘1370 | ↘1364 |
| 2017  | 2018  | 2019  | 2020  | 2021  |       |       |
| ↘1330 | ↘1296 | ↘1264 | ↘1235 | ↘1028 |       |       |

## Состав сельского поселения
| № | Населённый пункт | Тип населённого пункта          | Население |
| - | ---------------- | ------------------------------- | --------- |
| 1 | Быстренский      | посёлок                         | ↘178      |
| 2 | Красные Усады    | деревня                         | ↘31       |
| 3 | Любимовский      | починок                         | ↘11       |
| 4 | Потанино         | деревня                         | ↗2        |
| 5 | Шеманиха         | посёлок, административный центр | ↘1253     |